# Ignacio Gallego
Teodoro Ignacio Gallego Bezares (Siles, 1914 – Madrid, 23 novembre 1990) è stato un politico spagnolo, segretario generale del Partito Comunista dei Popoli di Spagna e membro del Congresso dei deputati.